# Cockpit-in-Court

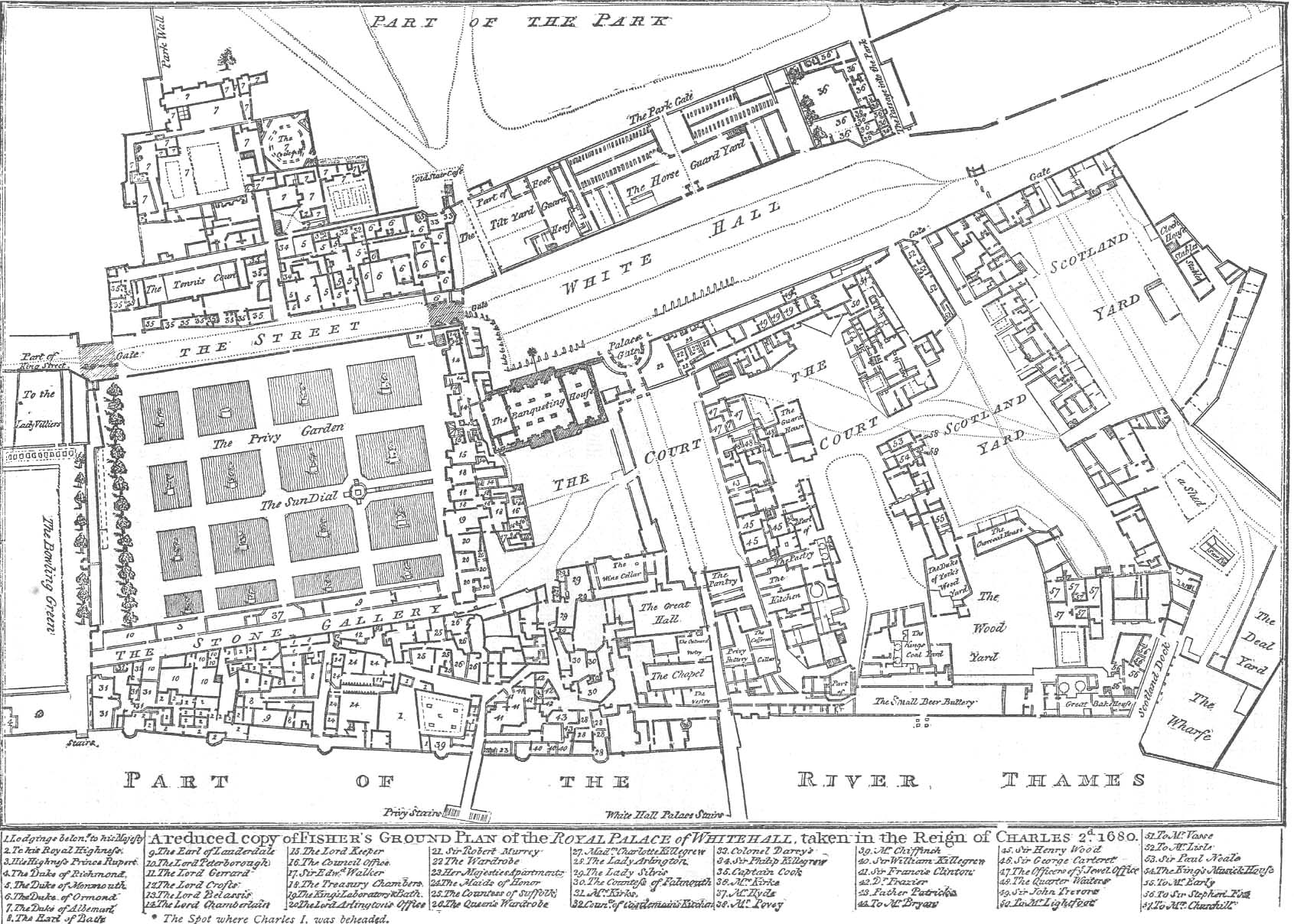
Plan du palais de Whitehall tel qu'il était dans les années 1680, par Fisher. Cockpit-in-Court est le bâtiment octogonal en haut à gauche.

Cockpit-in-Court (connu aussi sous le nom de Royal Cokpit) était l'un des premiers théâtres de Londres. Il était construit derrière le palais de Whitehall, près de St James's Park, maintenant situé au numéro 70 à Whitehall dans le quartier de Westminster.
L'édifice fut commandé par Henri VIII au nord du palais de Westminster, après que ce dernier eut acquis York Place, devenu le palais de Whitehall, après la disgrâce de son propriétaire, Thomas Wolsey en 1529. Il faisait partie d'un certain nombre de bâtiments construits pour le divertissement du roi et comprenait un terrain de jeu de paume, une aire de jeu de quille et une carrière et a été utilisé comme cabine (d'où le nom de Cockpit), à savoir une aire où se déroulaient des combats de coqs. Ainsi agrandi, le palais de Whitehall devient la résidence principale des rois Tudor et Stuart. Le palais de Westminster fut utilisé uniquement en tant que bâtiment administratif et pour les cérémonies.
Les combats de coqs cessèrent sous les Tudors et le bâtiment servit de théâtre privé avec des chambres destinées aux membres de la famille royale. En 1629, sous Charles Ier, le théâtre est remanié par Inigo Jones pour pouvoir y jouer des masques. C'était la deuxième "cabine" que Jones reconvertissait en théâtre, l'autre étant Cockpit Theatre à Drury Lane, qui fut rénové après un incendie en 1617.
Après l'Interregnum, Cockpit servit à Charles II. Un nouveau vestiaire fut construit pour les actrices, leur présence était une innovation théâtrale récente. Ses murs étaient décorés de serge verte (d'où l'origine du terme théâtral "Green room" pour désigner les vestiaires). Samuel Pepys note dans son journal que de nombreuses pièces y étaient jouées.
En 1680, les locaux sont occupés par le duc d'Albemarle en tant que Master of the Great Wardrobe, puis par Ralph Montagu, 1er duc de Montagu, qui remplissait la même charge.
En 1683, Charles II donne Cockpit à sa nièce, Anne, fille de son frère, Jacques. Avec son amie la plus proche, Sarah Churchill, elles y furent emprisonnées durant la Glorieuse Révolution. Avec leurs maris, Georges de Danemark et John Churchill, elles soutiennent Guillaume III d'Angleterre en dépit de leur allégeance à Jacques II. Peu après, elles s'échappent de Cockpit pour trouver refuge à Nottingham.
Le Palais de Whitehall est presque complètement détruit par les flammes en 1698. Seule la Maison des banquets, dessinée par Inigo en 1619, et Cockpit échappèrent aux flammes. Après l'accident, Guillaume III déplace sa résidence au palais St. James tout proche. Des bâtiments sont reconstruits sur le site de l'incendie pour abriter des bureaux gouvernementaux et des locaux résidentiels et commerciaux . Cockpit est utilisé pour abriter des fonctionnaires. Il est d'abord occupé par HM Treasury, dont les bureaux au palais avaient été détruits dans l'incendie. En 1734, HM déménagera dans un nouveau bâtiment à Horse Guards Road.
Cockpit est ensuite utilisé jusqu'à la fin du 18e par le Bureau des Affaires étrangères et du Commonwealth, après que ce dernier a été fondé à Cleveland Row (il partira plus tard à Downing Street). Plus tard, Cockpit sert au Conseil privé comme salle de conseil, dans un but juridique. Même après la construction d'une nouvelle chambre en 1827, le conseil privé continue de se servir de Cockpit. L'actuel bâtiment, au 70 Whitehall, est utilisé par le Cabinet Office.
Le bâtiment reconstruit, "Cockpit passage", se situe le long des anciens courts de tennis et de la trésorerie Kent et se trouve sur l'emplacement de l'ancien bâtiment. La galerie du ménestrel, au rez-de-chaussée, est décorée avec des coqs se battant et une représentation du vieux palais de Whitehall.
Cokpit-in-Court ne doit pas être confondu avec "Cockpit Steps" près de St James Park.